# Shin seiki Evangelion - Ayanami ikusei keikaku
Shin seiki Evangelion - Ayanami ikusei keikaku (新世紀エヴァンゲリオン 綾波育成計画? lett. "Neon Genesis Evangelion - Il progetto di allevamento di Ayanami") è un videogioco di simulazione prodotto dall'azienda Broccoli e dallo Studio Gainax, ispirato alla serie animata giapponese Neon Genesis Evangelion. Il gameplay è simile a quello della precedente serie di videogiochi dello Studio Gainax, Princess Maker, ed è stato pubblicato nel solo Giappone per Microsoft Windows PC nel 2001 e per Sega Dreamcast nel 2002.
Del videogioco esiste una seconda versione, intitolata Shin seiki Evangelion - Ayanami ikusei keikaku with Asuka hokan keikaku (新世紀エヴァンゲリオン 綾波育成計画 with アスカ補完計画? lett. "Neon Genesis Evangelion - Il progetto di allevamento di Ayanami con progetto complementare Asuka"), disponibile per PlayStation 2 dal 2003 e per Nintendo DS dal 2008.

## Modalità di gioco
Il giocatore assume il ruolo di un ufficiale dell'agenzia speciale Nerv incaricato di prendersi cura della First Children Rei Ayanami, programmandone l'agenda e le attività. La cronologia degli eventi dura all'incirca un anno, comprensivo dell'arco narrativo della serie animata originale e del film Neon Genesis Evangelion: The End of Evangelion.

## Accoglienza
Nella prima settimana di uscita della versione per Nintendo DS ad agosto 2008, il gioco ha venduto 8 998 copie.